# Days May Come and Days May Go
Days May Come and Days May Go kompilacijski je album britanskog hard rock sastava Deep Purple, kojeg 2000. godine objavljuje diskografska kuća, 'Purple Records'.
Kompilacija sadrži impresivnu kolekciju dugotrajnih improvizacija snimljenih 1975. godine u 'Pirate Sound studiju', Roberta Simonea. Snimke su napravljene ubrzo nakon što je Tommy Bolin došao u sastav i pridonio njihovom zvuku i ideji, da bi konačno bile objavljene na albumu Come Taste the Band.

## Popis pjesama
1. "Owed To G (Instrumental)" (Tommy Bolin) -3:31
2. "If You Love Me Woman" (Tommy Bolin/David Coverdale) -10:06
3. "The Orange Juice Song" (David Coverdale/Jon Lord) -3:33
4. "I Got Nothing For You" (Tommy Bolin/David Coverdale/Glenn Hughes/Jon Lord) -12:52
5. "Statesboro Blues" (Blind Willie McTell) -5:55
6. "Dance To The Rock & Roll" (Tommy Bolin/David Coverdale/Glenn Hughes/Jon Lord/Ian Paice) -11:01
7. "Drifter (Rehearsal Sequence)" (Tommy Bolin/David Coverdale) -3:28
8. "Drifter (Version 1)" (Tommy Bolin/David Coverdale) -4:02
9. "The Last Of The Long Jams" (Tommy Bolin/David Coverdale/Glenn Hughes/Jon Lord/Ian Paice) -9:04
10. "Untitled Song" (verzija u pripremi "I Got You Babe" od Sonnya Bonoa) -1:05

## Izvođači
- Tommy Bolin - Gitara,Vokal
- David Coverdale - Vokal
- Glenn Hughes Bas gitara, Vokal
- Jon Lord - Klavijature, Orgulje, Mini moog, Vokal.
- Ian Paice: Bubnjevi, Udaraljke

### Produkcija
- Martin Birch - Producent
- Robert Simon - Projekcija
- Nick Watson - Obrada zvuka
- Simon Robinson - Koordinator, Notacija

## Vanjske poveznice
- Discogs.com - Deep Purple - Days May Come and Days May Go